# Alfrēds Čepānis
Alfrēds Čepānis (ur. 3 sierpnia 1943 w Kalsnavie w gminie Madona, zm. 26 kwietnia 2024) – łotewski polityk, działacz komunistyczny, parlamentarzysta, w latach 1996–1998 przewodniczący Sejmu.

## Życiorys
Urodził się w rodzinie robotniczej, jako jedno z sześciorga dzieci łotewskiego ojca i białoruskiej matki. W wieku 14 lat zaczął pracować w kołchozie, gdzie m.in. był traktorzystą. W 1964 został członkiem Komunistycznej Partii Łotwy, w 1973 ukończył szkołę partyjną w Moskwie. W latach 1968–1974 był pracownikiem Komsomołu. Od 1975 etatowy pracownik partii komunistycznej, był m.in. wiceprzewodniczącym i przewodniczącym komitetu wykonawczego w okręgu windawskim. Zajmował też kierownicze stanowisko w partyjnej strukturze w okręgu Preiļi, a od 1984 do 1988 pełnił funkcję pierwszego sekretarza w okręgu lipawskim. W latach 1989–1990 zajmował stanowisko wiceprzewodniczącego rady ministrów Łotewskiej Socjalistycznej Republiki Radzieckiej.
W 1989 został delegatem na Zjazd Deputowanych Ludowych ZSRR. W wyborach w 1990 uzyskał mandat deputowanego do łotewskiej Rady Najwyższej, który wykonywał przez trzy lata. Następnie w latach 1993–1998 sprawował mandat posła na Sejm V i VI kadencji, w latach 1996–1998 kierował pracami łotewskiego parlamentu. Działał w Demokratycznej Partii „Gospodarz”, która w 1998 znalazła się poza Sejmem. W latach 1998–2003 pracował jako konsultant, przechodząc następnie na emeryturę.

## Odznaczenia
- Order Trzech Gwiazd III klasy[3]
- Krzyż Wielki Orderu Świętego Olafa – Norwegia[3]
- Medal Rady Bałtyckiej – 2011[4]